# Aterectomia
| Aterectomia                                                   |
| ------------------------------------------------------------- |
|                                                               |
| Informações                                                   |
| Nome completo: aterectomia transluminal percutânea            |
| Campo da medicina: hemodinâmica                               |
| Tipo de intervenção: percutânea, minimamente invasiva         |
| Primeira aplicação: Simpson, década de 1980.                  |
| Aviso médico                                                  |
| Enfatiza-se a leitura de A Wikipédia não dá conselhos médicos |

A aterectomia é uma técnica de cirurgia endovascular minimamente invasiva para o tratamento da aterosclerose dos vasos sanguíneos. Um cateter com uma micro-lâmina giratória é utilizado para remover a maior parte da obstrução do vaso. É uma alternativa à angioplastia por balão para o tratamento da doença arterial periférica, ou mesmo como um procedimento preliminar à angioplastia por balão, quando existe uma obstrução significativa do vaso por calcificação.